# Johanna Björnson
Johanna Christina Björnson Lahnborg, född Björnson den 4 oktober 1960 i Stockholm, är en svensk premiärdansös och koreograf som 1995 utnämndes till hovdansare.

## Biografi
Björnson studerade vid Ellen Raschs balettskola 1968-70 och sedan vid Kungliga Balettskolan 1970-78. Hon var därefter anställd vid Kungliga Baletten under hela sin danskarriär under åren 1978 - 2002; kårdansare från 1978, solist från 1984, premiärdansös från 1987. Därefter tjänstgjorde hon där som balettmästare 2002-2009.  Björnson dansade under sin karriär alla de stora huvudrollerna inom den klassiska baletten såväl i Sverige som internationellt. Som danspedagog har hon bland annat undervisat vid Balettakademien (Stockholm), [Ballet Nice Méditerranée], Monte Carlo-baletten, Hongkong-baletten och Nationalteaterns balett i Prag, Finlands Nationalbalett,(Helsingfors).
Björnson har dansat huvudrollen i dansfilmer skapade av Pär Isberg för Sveriges Television och även koreograferat ett flertal verk för Kungliga Operan, SVT och Kulturhuset i Stockholm. Hon har medverkat i en rad intervju- och underhållningsprogram på SVT och SR och varit värd för Sommar i P1. För SVT gjordes dokumentärfilmen Johanna Björnson – Hovdansare om och med henne.
För sitt arbete har hon erhållit Dagens Nyheters Kasperpriset och Carina Ari-medaljen.
2011 grundade Björnson dansskolan Studio DansEssens i Stockholm för blivande och professionella dansare, baserad på den ryska balettraditionen från Christian Johansson och Agrippina Vaganova, det vill säga Vaganova-metoden.
Björnson är gift med Gordon Lahnborg, docent i kirurgi.                           

## Huvudroller i urval
- Svansjön, Odette-Odile (Conus – Marius Petipa)
- Törnrosa, Aurora (Gray – Marius Petipa)
- Giselle, Giselle (Bruhn, Natalja Makarova, Darrel)
- Nötknäpparen (Spoerli, Pär Isberg)
- Onegin, Tatjana (John Cranko)
- Fröken Julie, Julie (Birgit Cullberg)
- Manon, Manon (Kenneth MacMillan)
- Peer Gynt, Solveig (John Neumeier)
- En midsommarnattsdröm, Hippolyta och Titania (John Neumeier)
- Don Quijote, Kitri (Rudolf Nureyev)
- La Bayadère, Nikya (Natalia Makarova)
- Askungen, Askungen (Frederick Ashton)
- Den döende svanen (Michel Fokine)

Roller i ett flertal kortbaletter av bl.a. George Balanchine, John Neumeier, Pär Isberg, Nils Christe och Merce Cunningham.
Producent och konstnärlig ledare för Balettgalor i Sverige.
Medförfattare till spänningsromanen - Det Ryska Arvet, 2020, Visto Förlag. 

### SVT-baletter
- Himlens hemlighet (Pär Isberg)
- En herrgårdssägen (Pär Isberg)

## Egna koreografiska arbeten
För Kungliga Balettens Work-Shop (urval)
- Till Puccini (Puccini)
- Chaplin dansar (Chaplin)
- LA Variations (Salonen)
- 64 (McCartney)
- Du ska inte tro du är något ( Debussy, Lugn, Takio)
- Adagio (Mahler. 5 symf.)

För Kulturhuset/Stockholm
- Fadren (Mahler, Strindberg)

För Sveriges Television
- Skolösa (efter Povel Ramel)